# Léon-Arthur Elchinger
Ne doit pas être confondu avec Léon Elchinger.
Léon-Arthur Elchinger (2 juillet 1908, Soufflenheim - 27 juin 1998 Strasbourg) fut le 102e évêque de Strasbourg de 1967 à 1984. Il participa entre 1962 et 1965 au concile Vatican II, ses interventions concernant la demande de réhabilitation de Galilée et l'œcuménisme y furent très remarquées.

## Biographie

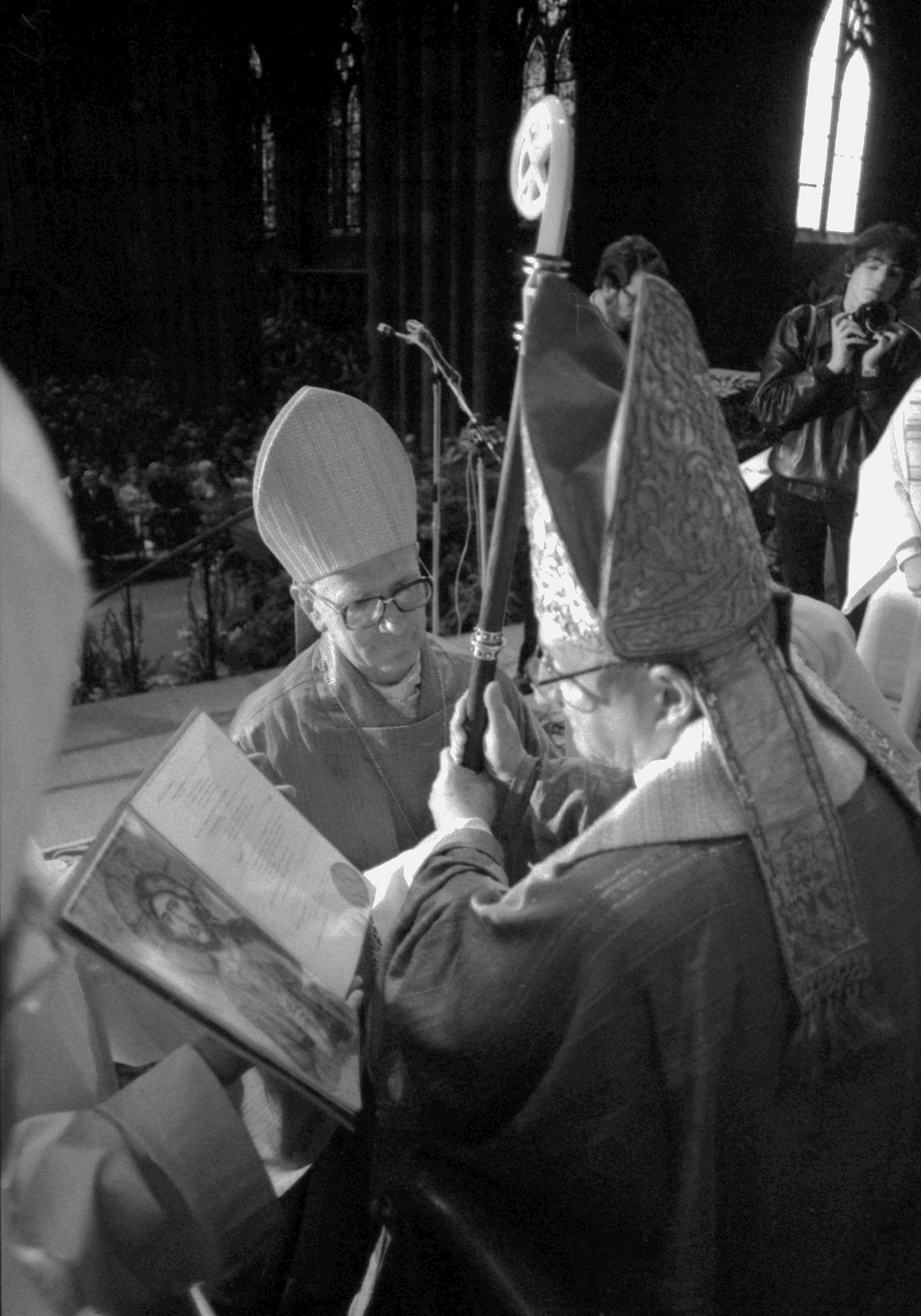
Consécration épiscopale de Roger Heckel par Elchinger en juin 1980.

Né dans une famille de potiers de Soufflenheim, il fit sa scolarité à Haguenau et à Nancy puis étudia la théologie catholique à Strasbourg et Rome où il fut ordonné prêtre le 4 avril 1931. Il passa une licence ès lettres et un doctorat en théologie et philosophie scolastique. Sa formation terminée, il devint professeur au séminaire de Strasbourg et à partir de 1937 également aumônier militaire. Lors de l’évacuation de 1939, le séminaire fut transféré à Clermont-Ferrand en même temps que l’université et il y resta jusqu'à la fin de la guerre, en 1945. Après avoir été nommé responsable des affaires scolaires dans le l’administration du diocèse, il fut nommé en 1947 chanoine honoraire et enfin, sur demande de l'évêque Jean-Julien Weber, évêque-coadjuteur avec droit de succession. Le 16 janvier 1958 il fut consacré évêque auxiliaire et évêque titulaire d'Antandrus (de). En raison de sa connaissance profonde de la culture allemande et de la culture française, le cardinal Achille Liénart le nomma en 1962 évêque chargé de la liaison entre les conférences épiscopales française et allemande. Il y fut associé surtout aux travaux du concile Vatican II. Le 30 décembre 1966 il prit en charge le siège de son prédécesseur.
En 1973, il donne à l'Eglise une impulsion considérable dans ses relations avec le judaïsme grâce à la Déclaration du Comité épiscopal français. Ce texte vise à analyser les racines de l'antisémitisme et prend fermement position pour le droit d'Israël de revenir et de se réunir sur sa terre en affirmant que "la conscience universelle ne peut refuser au peuple juif, qui a subi tant de vicissitudes au cours de l'Histoire, le droit et les moyens d'une existence politique propre parmi les nations",.
Le 20 octobre 1984 il démissionna de sa charge. Dans la retraite, il publia beaucoup et parlait régulièrement dans les médias des questions de son temps.
Ses origines alsaciennes et son bilinguisme franco-allemand le poussaient à reconnaître la dimension européenne des décisions politiques et théologiques. Continuellement à la recherche d’un Dieu proche de l’homme, il était empli par une « sainte agitation » et un besoin d’agir qui n'étaient pas toujours correctement reconnus et appréciés. Il était fort engagé dans l’œcuménisme.
Léon-Arthur Elchinger se fit également connaître pour ses positions concernant l'homosexualité. Il a vigoureusement combattu l’homosexualité, affirmant qu'elle « risquait d'ébranler les ressorts profonds de la société démocratique » et qu'elle « encourageait les jeunes à se désintéresser de la transmission de la vie ». Pour cette raison, il fut régulièrement dénoncé par des associations comme Act Up.

### Carrière dans les Ordres
- 1931 : Ordonné prêtre en avril à Strasbourg, puis nommé professeur et directeur au grand séminaire de Strasbourg
- 1938 : Aumônier militaire à Strasbourg
- 1941 : Nommé supérieur du grand séminaire de Strasbourg replié à Clermont-Ferrand
- 1945 : Nommé directeur diocésain de l'enseignement et des œuvres catholiques d'étudiants à Strasbourg
- 1947 : fait chanoine honoraire de la cathédrale de Strasbourg
- 1958 : nommé évêque et coadjuteur de Jean-Julien Weber
- 1962-1965 : participe au concile Vatican II rencontrant ainsi Jean XXIII, Paul VI et le futur Jean-Paul II. Ses interventions ont été très remarquées à l'époque : elles concernaient notamment la demande de réhabilitation de Galilée et l'œcuménisme.
- 1967 : succède à Jean-Julien Weber en tant qu'évêque de Strasbourg.
- 1984 : il démissionne de sa charge d'évêque de Strasbourg. Charles-Amarin Brand, archevêque de Monaco, le remplace après avoir été évêque auxiliaire de Strasbourg de 1976 à 1981.
- 1984-1998 : resté actif après sa retraite, il a publié plusieurs ouvrages, en continuant d'intervenir régulièrement dans les médias. Il décède cinq jours avant ses 90 ans.

## Œuvres littéraires
- Par Léon-Arthur Elchinger 
  - Urgence du vrai, Cri d'un évêque - Mame, collection Religion
  - Je plaide pour l'homme - Fayard, collection Religion
  - Liberté d'un évêque - Éditions du Centurion
  -  David contre Goliath aujourd'hui - Fayard, collection Christianisme
  -  Risquer la vérité, les racines de l'avenir - Fayard, collection Christianisme
  - L'Âme de l'Alsace et son avenir - La Nuée Bleue
  - Paroles pour la France - Salvator